# 露久保美夏
露久保 美夏（つゆくぼ みか）は、日本の栄養学者。東洋大学食環境科学部食環境科学科准教授（2023年時点）。専門は調理科学、食育。 
小学生を対象とした親子で行う食育プログラムの作成（著作もある）、科学実験講座を行う。テレビや講演会などでも活動しており、日本テレビ系列「所さんの目がテン!」に不定期出演し、料理を栄養面から監修する。

## 学歴
- 2007年3月 - 千葉大学教育学部中学校教員養成課程家庭科分野卒業
- 2009年3月 - 千葉大学大学院教育学研究科家政教育専攻修了 修士（教育学）
- 2012年3月 - お茶の水女子大学大学院人間文化創成科学研究科ライフサイエンス専攻修了 博士（学術）

## 職歴
- 2012年4月 - 2013年7月 - お茶の水女子大学大学院人間文化創成科学研究科 リサーチフェロー
- 2013年8月 - 2016年3月 - お茶の水女子大学 サイエンス＆エデュケーションセンター 特任講師
- 2016年4月 - 2020年3月 - 東洋大学食環境科学部健康栄養学科 助教
- 2020年4月 - 東洋大学食環境科学部食環境科学科 准教授

## 所属学協会
- 日本健康教育学会
- 日本家庭科教育学会
- 日本家政学会
- 日本調理科学会

## 委員歴
- 2015年11月〜2017年3月 - 国立研究開発法人科学技術振興機構 委員
- 2016年6月 - 日本家政学会食文化研究部会 幹事

## 著作
- 露久保美夏『調味料編 さとうの量でふっくら＆ぎっしりカップケーキ』偕成社〈キッチンラボ どうしてそうなる？ 実験レシピ〉、2022年。ISBN 978-4035256106。
- 露久保美夏『食材編 納豆でのびーるアイスクリーム』偕成社〈キッチンラボ どうしてそうなる？ 実験レシピ〉、2023年。ISBN 978-4035256205。
- 露久保美夏『温度編 冷凍卵でふたごの目玉焼き』偕成社〈キッチンラボ どうしてそうなる？ 実験レシピ〉、2023年。ISBN 978-4035256304。